# 디스트로이 빌드 디스트로이
《디스트로이 빌드 디스트로이》(Destroy Build Destroy)는 2009년 6월 20일부터 2011년 9월 21일까지 카툰 네트워크에서 방영된 라이브 액션 프로그램이다.